# アーブー山
アーブー山またはマウント・アーブー（ माउंट आबू Mount Abu）はインド西部、ラージャスターン州シローヒー県にある人気の高い避暑地である。グジャラート州との境近くに位置し、アラーヴァリー山脈に属する。この山は長さ22km、幅9kmの特徴的な岩の多い高原を形成する。山の最高峰は標高1722mのグル・シカルで、ラージャスターン州でもっとも高い。川、湖、滝、常緑樹の森があり、「砂漠のオアシス」と称される。もっとも近い駅は28km先のアーブー・ロード駅である。
アーブー山はジャイナ教の聖地であり、ディルワーラー寺院群は主に11世紀から13世紀に作られた大理石彫刻で知られる。同時にヒンドゥー教の聖地でもある。

## 歴史
アーブー山の古代の名前はアルブダーチャラ（arbuda-acala）といった。プラーナ文献ではこの地域はアルブダーラーニヤ（アルブダの森）と呼ばれ、アーブーはこの古代の名前が縮まったものである。ヴァシシュタ仙がヴィシュヴァーミトラ仙との争いの後に引退してアーブー山の南の麓に住んだと信じられている。別の伝説によれば、アルブダという名前の大蛇がナンディー（シヴァの乗り物）の命を救ったと伝えられ、この事件によって山が「アルブダーラーニヤ」と命名され、それが変化してアーブーになったとされる。
1311年、デーオーラー・チャウハーン朝のラーオ・ルンバがアーブー山を征服した。これによってパラマーラ朝による支配が終わり、アーブー山は衰退した。ルンバは首都を平地のチャンドラヴァティーに移した。1405年にチャンドラヴァティーが破壊された後、ラーオ・シャースマルはシローヒーに遷都した。その後、英国政府が当時のシローヒーのマハーラージャからアーブー山を租借した。

### アーブー山とグルジャル人
アルブダ山地（アーブー山）一帯は有名なグルジャル人の故地と言われる。アーブー山とグルジャル人の関係はダナパーラ『ティラカマンジャリー』や多数の碑文によって見てとれる。これらのグルジャル人はアルブダ山地から移動し、すでに6世紀にラージャスターン州とグジャラート州にいくつかの公国を建てていた。この2つの州の大半は、ムガル朝時代以前には何世紀にもわたってグルジャラトラー（グルジャル人によって支配または保護される土地）またはグルジャラブーミ（グルジャル人の地）として知られていた。

### アーブー山とラージプート
伝説によれば、ヴァシシュタ仙はアーブー山の頂上でヤジュナの祭祀を行い、神々に世界の正義を守るための備えを求めた。祈りに答えてアグニクンダ（火の祭壇）から若者が現れた。これが最初のアグニヴァンシャ・ラージプートであるという。

## 見どころ

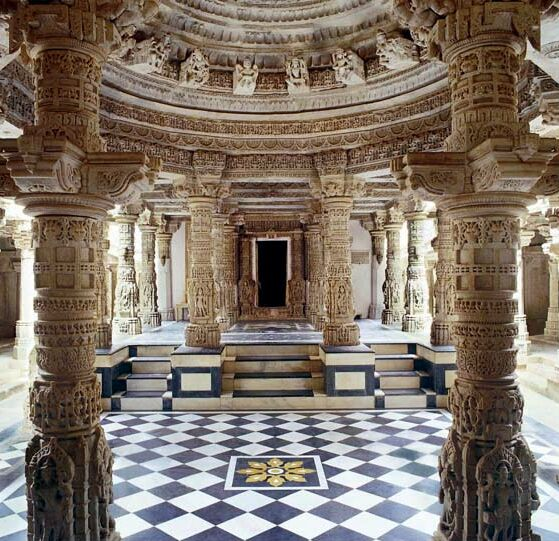
ディルワーラー寺院群のジャイナ教寺院

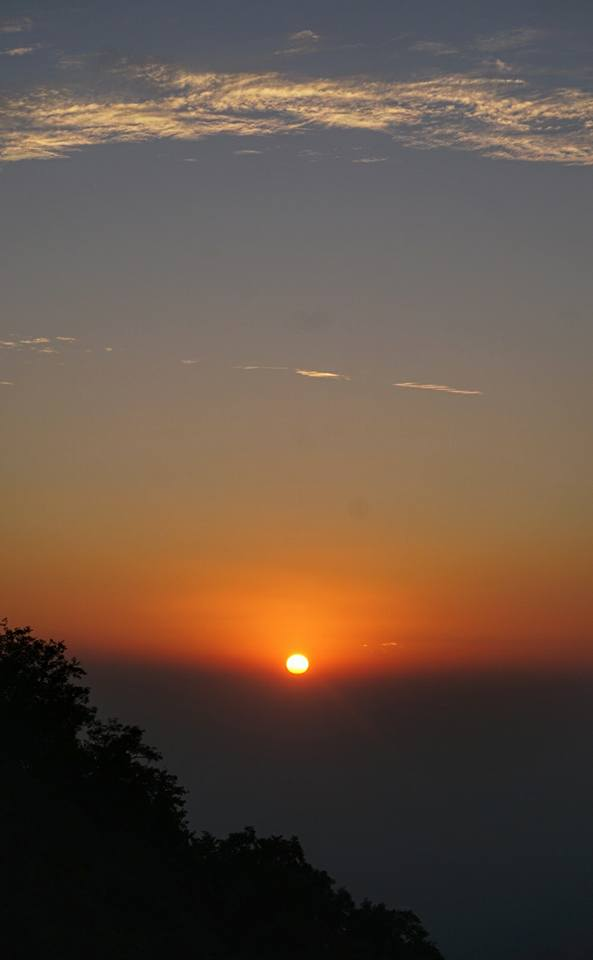
アーブー山の日没

アーブー山はラージャスターン州唯一の避暑地であり、標高1,220mの高さにある。ラージャスターン州および隣接するグジャラート州の熱を避けるために、アーブー山は何世紀にもわたって人気のある場所であった。アーブー山野生生物保護区は1960年に設立され、山の290km²の範囲を覆う。
アーブー山にはアーダール・デーヴィー石窟寺院（アルブダ・デーヴィーとも）、シュリー・ラグナート・ジー寺院、およびグル・シカル峰の頂上に建てられたダッタートレーヤの寺院など、いくつかのヒンドゥー教寺院がある。また、11世紀から13世紀にかけて白い大理石を彫って建てられた複合寺院であるディルワーラー寺院群（デルワーラー、デルワーダーとも）を含む多数のジャイナ教寺院がある。ディルワーラー寺院群でもっとも古いヴィマル・ヴァーサーヒー寺院は、1021年にヴィマル・シャーによって建てられ、最初のジャイナ教ティールタンカラに捧げられた。
15世紀にメーワール王国のクンバーによって建てられたアチャルガル城砦が近くにある。中心には旅行客に人気のあるナッキー湖がある。蛙岩は湖近くの丘の上にある。城砦の近くには有名なシヴァ寺院であるアチャレーシュワル・マハーデーヴ寺院がある。
アーブー山にはブラーマ・クマリスという、世界128か国に展開する教団を代表する精神的本部がある。毎年約250万人がこの精神的運動の複雑に広がったキャンパスを訪れる。
夏には何千人もの人々が訪れる。アーブー山へ行くためのもっとも近い町はアーブー・ロードで27kmの距離である。
アーブー山の日没の景色は旅行客に有名であり、映画『カヤーマット・セー・カヤーマット・タク』（破滅から破滅へ）で描写されている。

## 気候
アフマダーバードと比べると8～9℃ほど気温が低い。

### 夏
夏は4月なかばから6月なかばまでで、平均最高気温は摂氏36度前後に達する。薄い木綿の服が適する。

### モンスーン
土地の起伏と地理的条件により、アーブー山ではモンスーンの季節に雨がふる。雨季には気温は下がる。服は夏と同じでよい。雨に濡れるのを避けるために傘を持ち歩くのがよい。

### 冬
アーブー山の冬は涼しく、16度から22度程度に下がる。夜は肌寒く、夜間の平均気温は4-12度である。氷点下2-3度まで下がることもある。寒さに備えた服装をすることが望ましい。日中はセーターで充分である。
| アーブー山 (平均値: 1981年～2010年，極値: 1901年～2012年)の気候 | アーブー山 (平均値: 1981年～2010年，極値: 1901年～2012年)の気候 | アーブー山 (平均値: 1981年～2010年，極値: 1901年～2012年)の気候 | アーブー山 (平均値: 1981年～2010年，極値: 1901年～2012年)の気候 | アーブー山 (平均値: 1981年～2010年，極値: 1901年～2012年)の気候 | アーブー山 (平均値: 1981年～2010年，極値: 1901年～2012年)の気候 | アーブー山 (平均値: 1981年～2010年，極値: 1901年～2012年)の気候 | アーブー山 (平均値: 1981年～2010年，極値: 1901年～2012年)の気候 | アーブー山 (平均値: 1981年～2010年，極値: 1901年～2012年)の気候 | アーブー山 (平均値: 1981年～2010年，極値: 1901年～2012年)の気候 | アーブー山 (平均値: 1981年～2010年，極値: 1901年～2012年)の気候 | アーブー山 (平均値: 1981年～2010年，極値: 1901年～2012年)の気候 | アーブー山 (平均値: 1981年～2010年，極値: 1901年～2012年)の気候 | アーブー山 (平均値: 1981年～2010年，極値: 1901年～2012年)の気候 |
| 月                                                              | 1月                                                             | 2月                                                             | 3月                                                             | 4月                                                             | 5月                                                             | 6月                                                             | 7月                                                             | 8月                                                             | 9月                                                             | 10月                                                            | 11月                                                            | 12月                                                            | 年                                                              |
| --------------------------------------------------------------- | --------------------------------------------------------------- | --------------------------------------------------------------- | --------------------------------------------------------------- | --------------------------------------------------------------- | --------------------------------------------------------------- | --------------------------------------------------------------- | --------------------------------------------------------------- | --------------------------------------------------------------- | --------------------------------------------------------------- | --------------------------------------------------------------- | --------------------------------------------------------------- | --------------------------------------------------------------- | --------------------------------------------------------------- |
| 最高気温記録 °C （°F）                                          | 29.0 (84.2)                                                     | 30.6 (87.1)                                                     | 39.6 (103.3)                                                    | 38.8 (101.8)                                                    | 40.4 (104.7)                                                    | 38.4 (101.1)                                                    | 35.0 (95)                                                       | 31.1 (88)                                                       | 33.0 (91.4)                                                     | 33.6 (92.5)                                                     | 30.4 (86.7)                                                     | 34.2 (93.6)                                                     | 40.6 (105.1)                                                    |
| 平均最高気温 °C （°F）                                          | 19.7 (67.5)                                                     | 22.3 (72.1)                                                     | 26.5 (79.7)                                                     | 30.6 (87.1)                                                     | 32.3 (90.1)                                                     | 30.2 (86.4)                                                     | 24.9 (76.8)                                                     | 23.5 (74.3)                                                     | 25.6 (78.1)                                                     | 27.5 (81.5)                                                     | 24.2 (75.6)                                                     | 21.5 (70.7)                                                     | 25.7 (78.3)                                                     |
| 平均最低気温 °C （°F）                                          | 3.1 (37.6)                                                      | 5.7 (42.3)                                                      | 10.5 (50.9)                                                     | 15.3 (59.5)                                                     | 18.5 (65.3)                                                     | 18.3 (64.9)                                                     | 17.3 (63.1)                                                     | 16.6 (61.9)                                                     | 15.8 (60.4)                                                     | 11.9 (53.4)                                                     | 7.1 (44.8)                                                      | 3.8 (38.8)                                                      | 12.0 (53.6)                                                     |
| 最低気温記録 °C （°F）                                          | −5.7 (21.7)                                                     | −5.8 (21.6)                                                     | 0.4 (32.7)                                                      | 4.4 (39.9)                                                      | 10.0 (50)                                                       | 13.0 (55.4)                                                     | 10.0 (50)                                                       | 10.6 (51.1)                                                     | 6.4 (43.5)                                                      | 3.4 (38.1)                                                      | −0.4 (31.3)                                                     | −7.4 (18.7)                                                     | −7.4 (18.7)                                                     |
| 雨量 mm （inch）                                                | 3.5 (0.138)                                                     | 1.6 (0.063)                                                     | 2.0 (0.079)                                                     | 3.0 (0.118)                                                     | 10.4 (0.409)                                                    | 61.9 (2.437)                                                    | 592.9 (23.343)                                                  | 516.3 (20.327)                                                  | 172.4 (6.787)                                                   | 17.7 (0.697)                                                    | 3.4 (0.134)                                                     | 1.0 (0.039)                                                     | 1,386.1 (54.571)                                                |
| 平均降雨日数                                                    | 0.3                                                             | 0.1                                                             | 0.3                                                             | 0.3                                                             | 0.8                                                             | 3.7                                                             | 14.6                                                            | 15.7                                                            | 6.1                                                             | 0.7                                                             | 0.3                                                             | 0.1                                                             | 43.2                                                            |
| % 湿度                                                          | 47                                                              | 38                                                              | 34                                                              | 32                                                              | 38                                                              | 55                                                              | 84                                                              | 90                                                              | 76                                                              | 53                                                              | 49                                                              | 49                                                              | 53                                                              |
| 出典：インド気象局                                              |                                                                 |                                                                 |                                                                 |                                                                 |                                                                 |                                                                 |                                                                 |                                                                 |                                                                 |                                                                 |                                                                 |                                                                 |                                                                 |

## 人口
2011年のインド国勢調査によれば、アーブー山は22,943人の人口があり、54.7%が男性、45.3%が女性である。平均識字率は81.15%で、国の平均である74.04%より高い。男性の識字率は90.12%、女性の識字率は70.23%だった。アーブー山では人口の12.34%が6歳未満である。
人口の89.31%はヒンドゥー教徒、7.69%がムスリム、1.45%がキリスト教徒である。

## ギャラリー

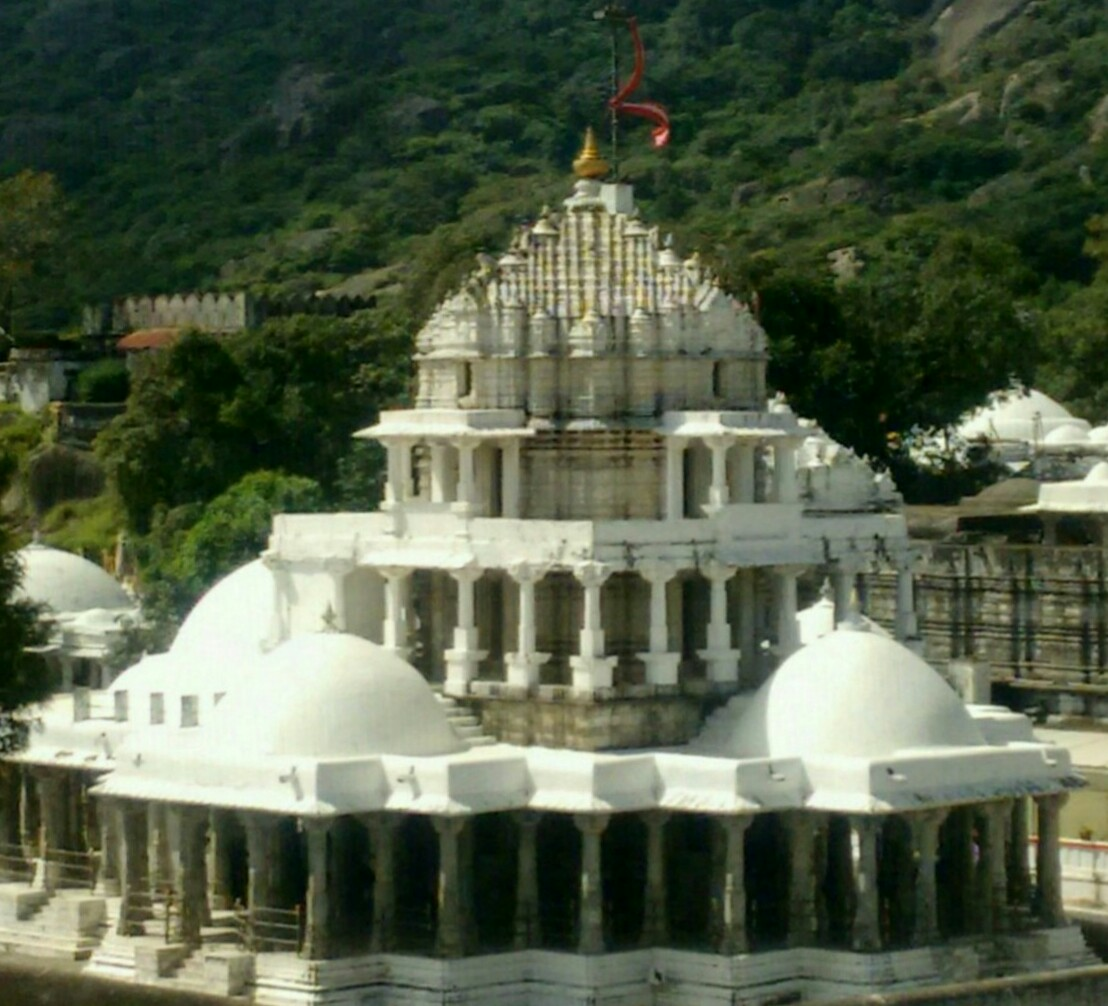
ディルワーラー寺院群のパールシュヴァ寺院
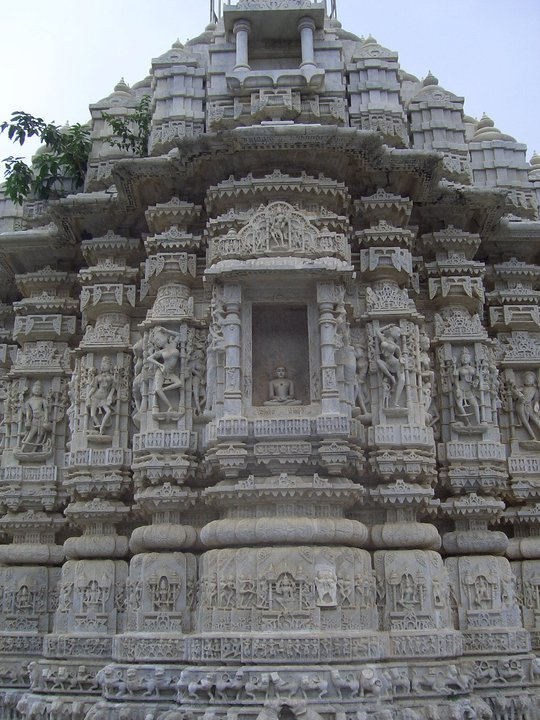
ディルワーラー寺院群の大理石の像
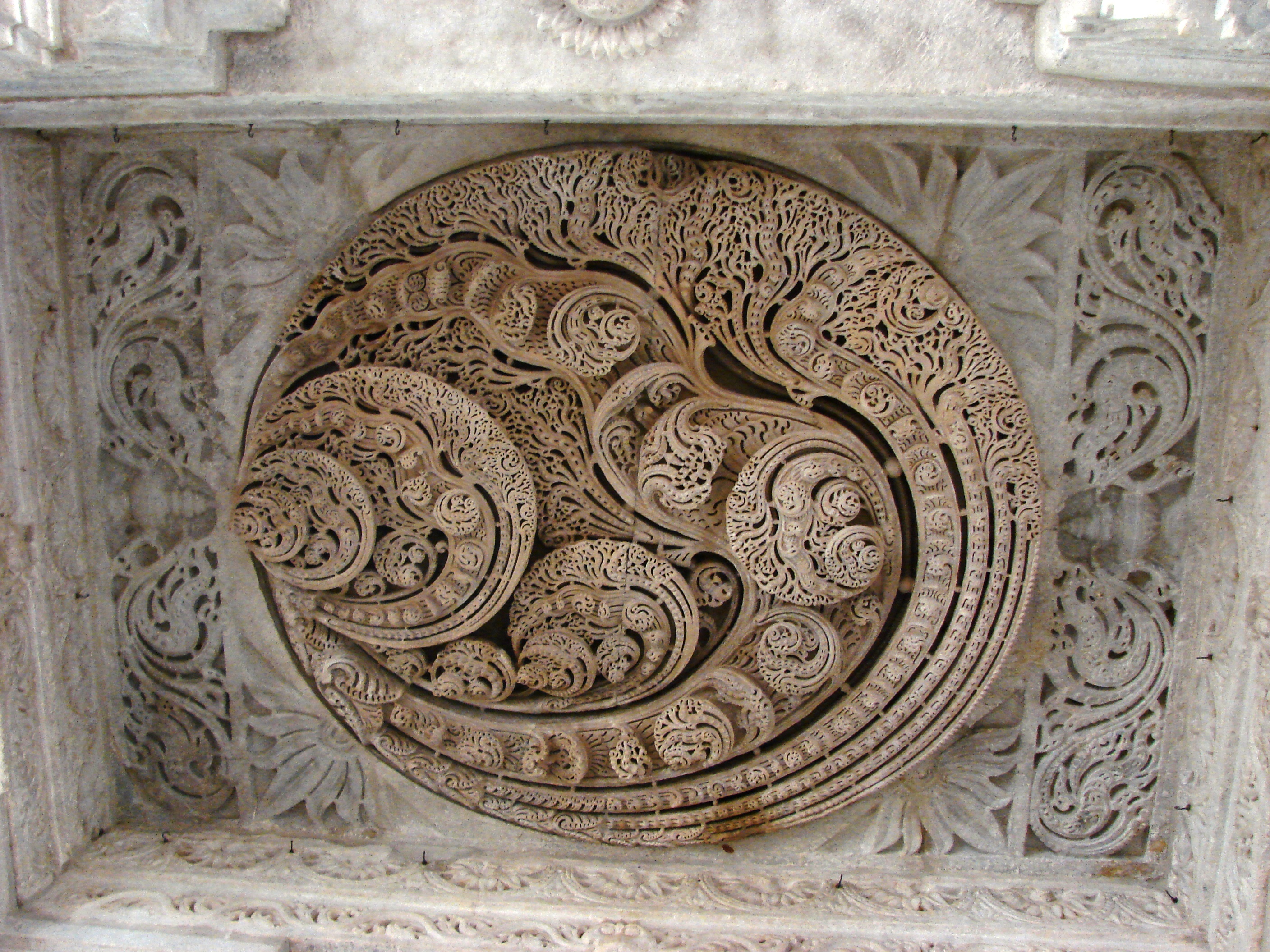
ディルワーラーのジャイナ寺院のカルパヴリクシャ（英語版）の木
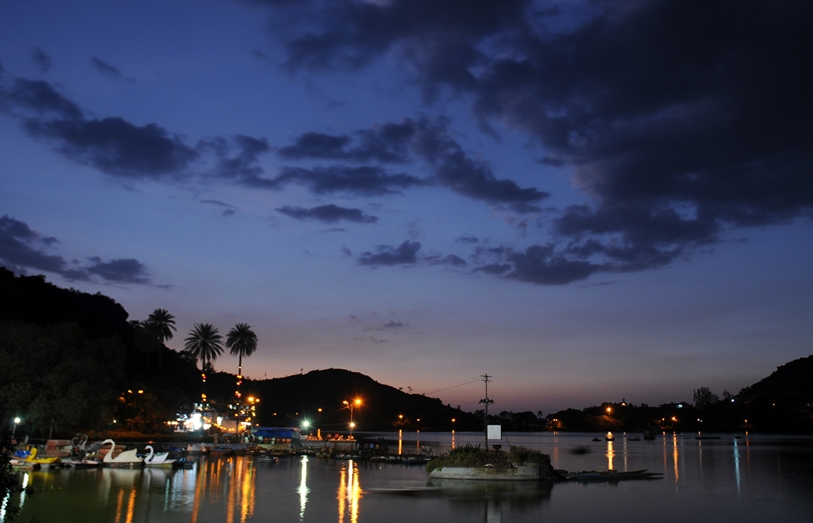
日没後のナッキー湖
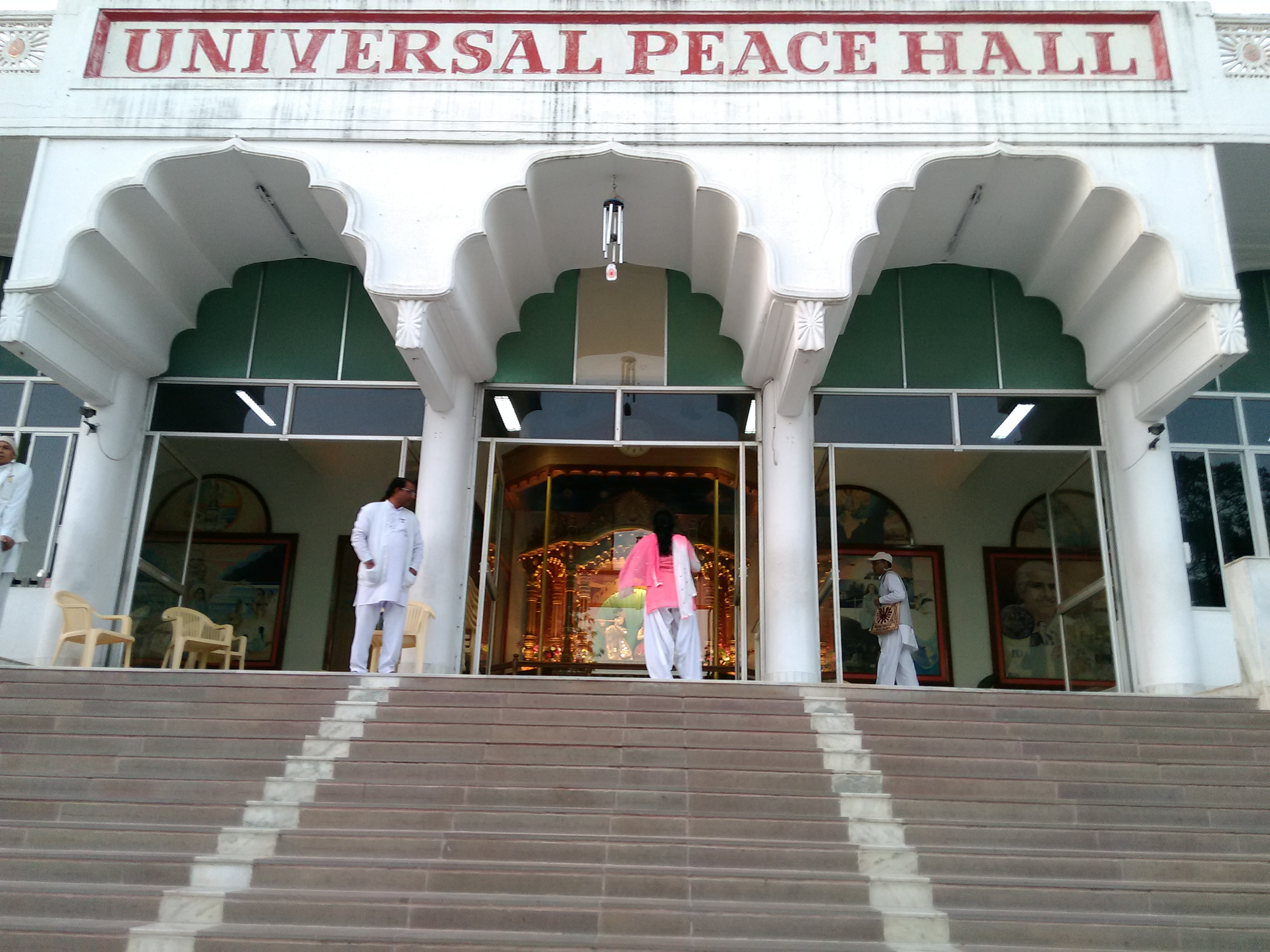
アーブー山のブラフマークマーリー本部
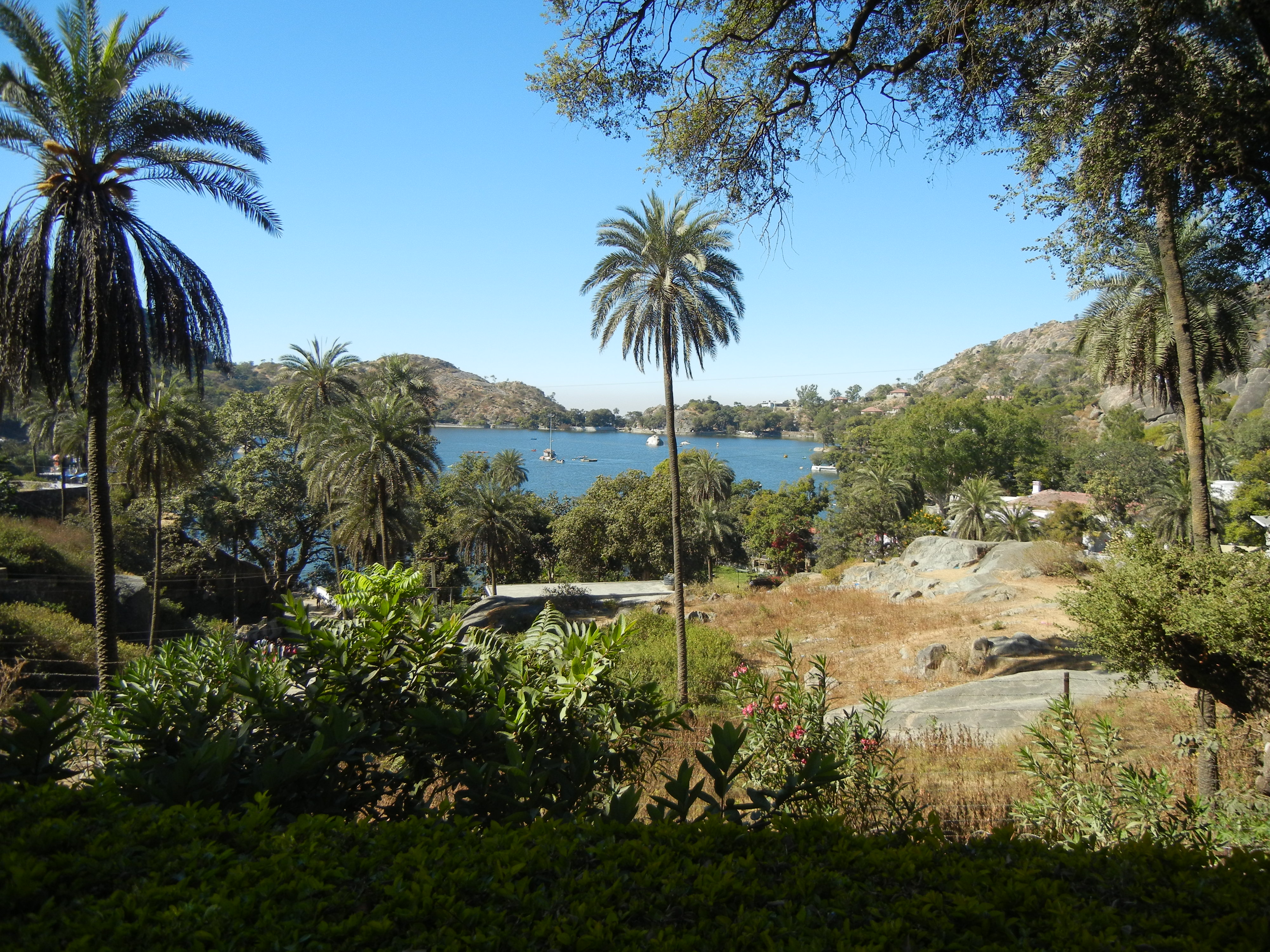
アーブー山野生生物保護区（英語版）は29km²にわたる山、森、湖を含む
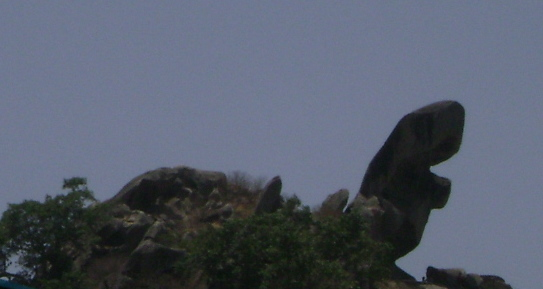
ナッキー湖近くの亀の形をした岩
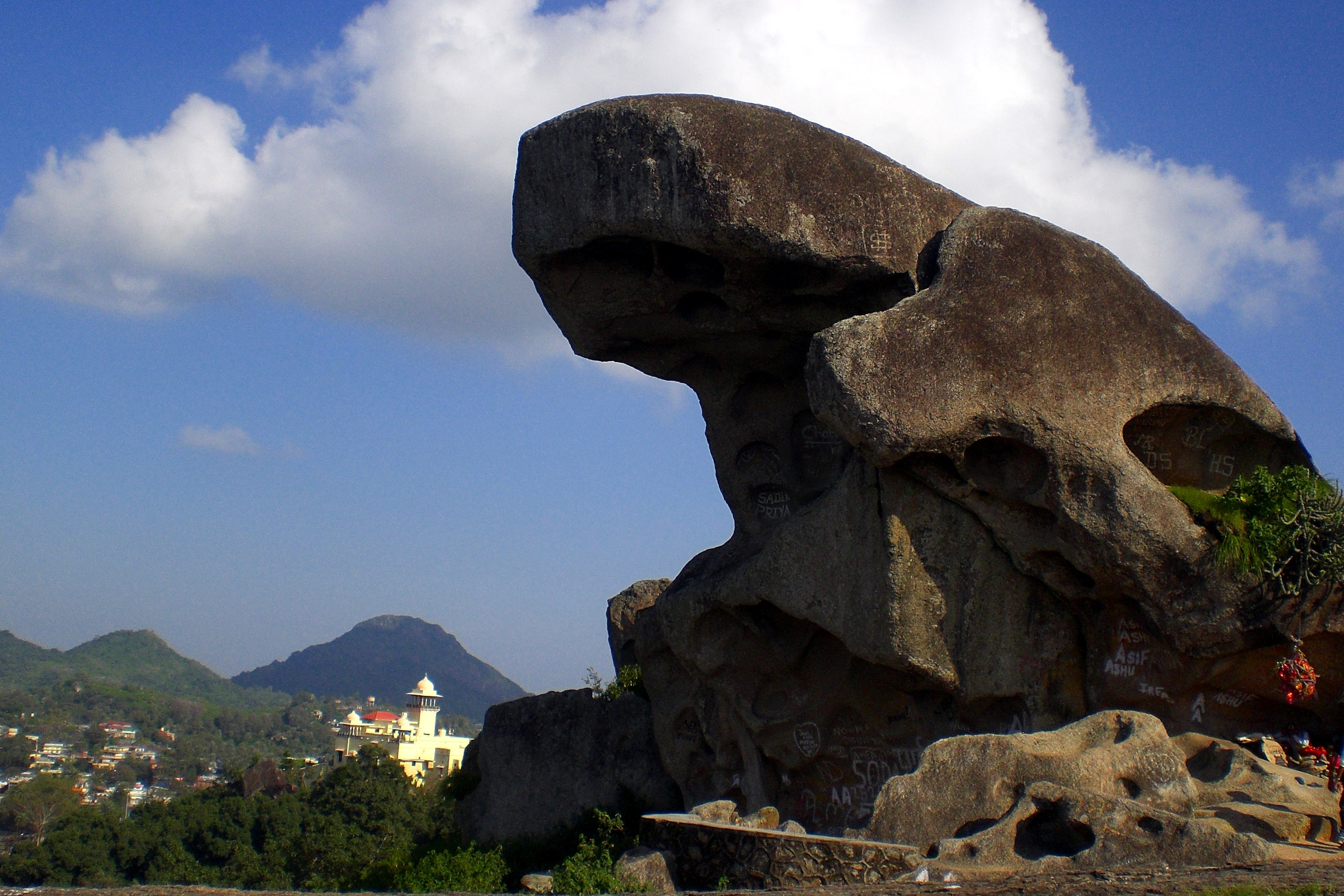
ナッキー湖近くの蛙岩